# Jean-Pierre Amat
Jean-Pierre Amat (ur. 13 czerwca 1962 w Chambéry) – francuski strzelec sportowy. Dwukrotny medalista olimpijski.
Specjalizował się w strzelaniu z karabinku małokalibrowego karabinu pneumatycznego. Brał udział w pięciu igrzyskach (IO 84, IO 88, IO 92, IO 96, IO 00). W 1996 triumfował na dystansie 50 metrów w trzech postawach i był trzeci w karabinie pneumatycznym (10 m). Był wielokrotnym medalistą mistrzostw świata (m.in. trzy złote medale, w tym indywidualnie na dystansie 10 m w 1989) i Europy. Ma w dorobku tytuły mistrza kraju.